# Dongo (Budjala)
Pour les articles homonymes, voir Dongo.
Dongo, aussi appelé Dongo-Kuma, est une localité du territoire de Budjala et le chef-lieu du secteur de Mongala, dans le district du Sud-Ubangi de la province de l'Équateur en République démocratique du Congo. Elle est située sur la rive droite de la Mongala.